# Guard (Kampfsport)

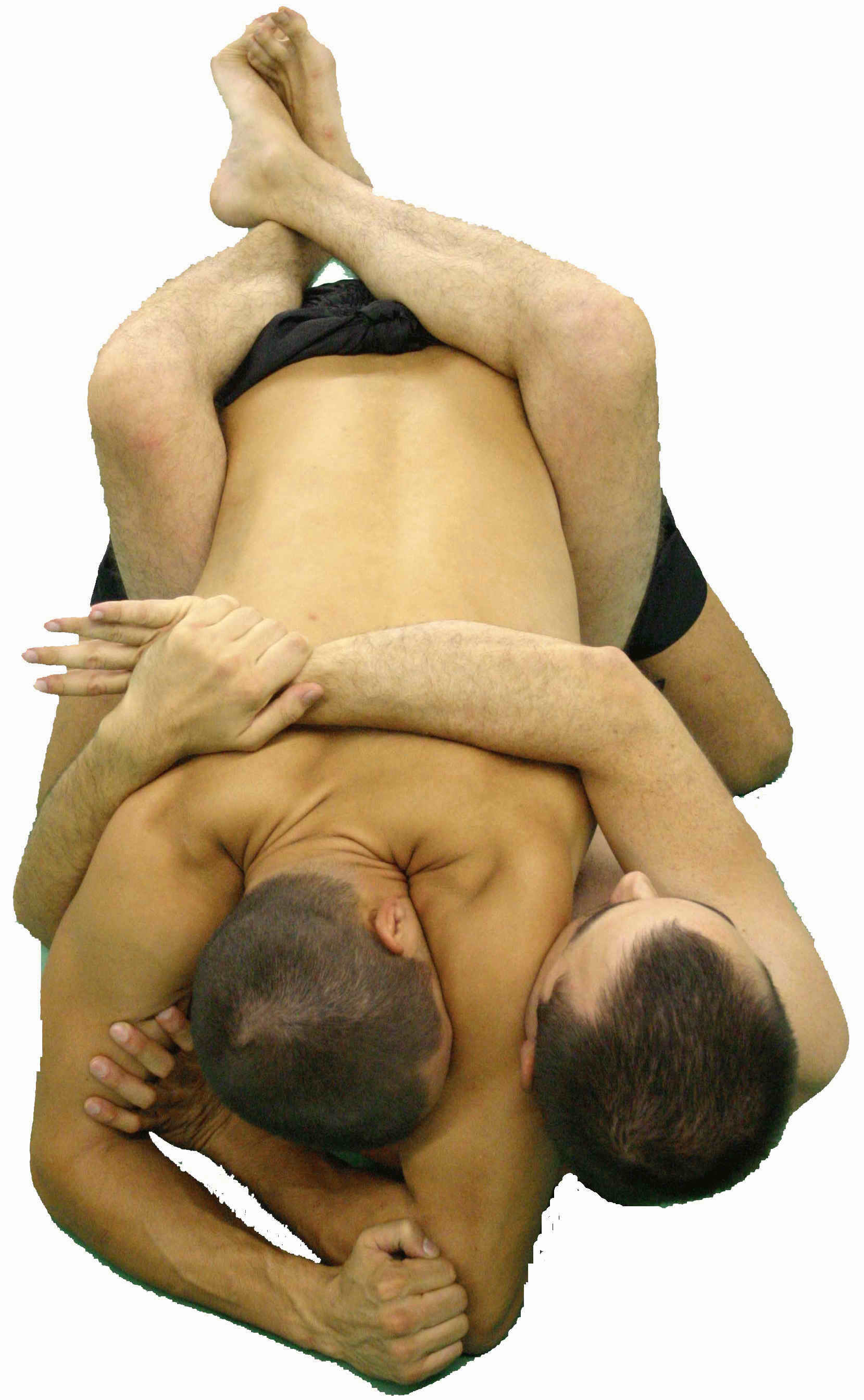
Ein Kämpfer kontrolliert den anderen in der Full Guard. Zu sehen ist deutlich, wie sich seine Zehen verhaken

Die Guard ist eine Position beim Grappling, bei welcher ein Kämpfer auf dem Rücken liegt, während er versucht, den anderen Kämpfer mit Hilfe seiner Beine zu kontrollieren.
Sie ist gewissermaßen das Gegenstück zur Mount, bei welcher der kontrollierende Kämpfer nicht am Rücken liegt, sondern obenauf sitzt, aber dieselbe Kontrolle ausübt.
Bei reinen Grappling-Kampfsportarten (ohne „Schlagen“) ist die Guard eine Kontrollposition. Zwar bringt sie auf Turnieren keine Punkte ein; Sie dient jedoch als „Setup“ für Angriffe wie etwa Chokes, Beinattacken und Hebel.
In MMA oder generell in Nahkämpfen erlaubt sie des Weiteren, Schläge durch den Angreifer zu minimieren, indem die Distanz auf ein Minimum reduziert wird.
Es gibt unterschiedliche Arten von Guards, jeweils mit unterschiedlichen Vor- und Nachteilen.
Die Guard ist ein Schlüsselelement in Brazilian Jiu-Jitsu, wo sie als offensive Position genutzt werden kann.
In Judo ist sie inoffiziell unter dem Namen „dō-osae“ bekannt, es ist japanisch und bedeutet so viel wie „Im Kofferraum gefangen“. In Catch-Wrestling ist sie als „front body scissor“, also „Frontale Körperschere“ bekannt. Der Begriff ist jedoch nicht mit dem „scissor sweep“ zu verwechseln, welcher in Brazilian Jiu Jitsu ebenfalls existiert und einen Positionswechsel darstellt. Bei diesem sind die Beine angewinkelt und verdrehen sich ineinander wie eine Schere.

## Guard Pulling
Das Ziehen des Gegners aus dem Stand aus der stehenden Position direkt in eine Guard-Position ist als Guard Pulling bekannt. Tsunetane Oda, ein 1955 verstorbener Judomeister, demonstrierte diese Technik auf einem Video.

## Varianten

### Closed Guard

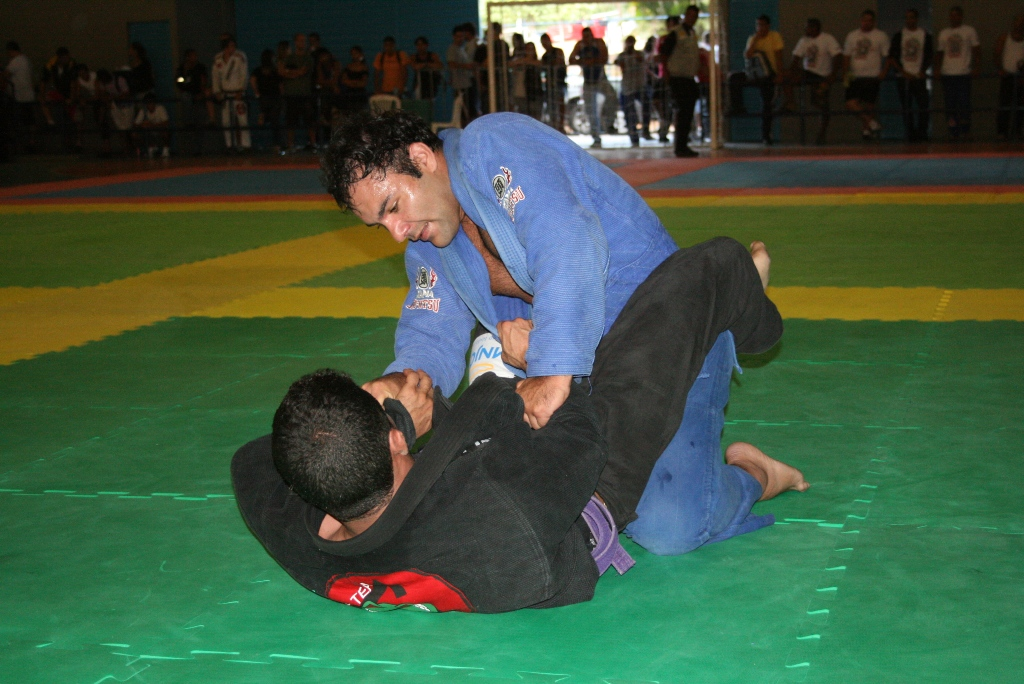
Die Closed Guard

Die „Closed Guard“ ist auch als „Full Guard“ bekannt.
Sie ist die „typische“, „klassische“ Guard. Die Beine verhaken sich hinter dem Rücken des Gegners oder winkeln sich zumindest so ein, dass dieser am Aufstehen gehindert wird.
Der Gegner muss die Beine öffnen, um seine Position zu verbessern und beispielsweise seinerseits einen Beinangriff (Leg Lock) anzusetzen oder zu einer anderen Position wie der „Side Control“ zu wechseln.
Der untere Kämpfer dagegen hat mehrere Optionen:
- Er kann eine Submission ansetzen, also eine Aufgabe des Gegners erzwingen.
- Er kann den Gegner weiter kontrollieren und halten, was etwa bei Turnieren sinnvoll sein kann, um über die Zeit zu kommen oder etwa „auf der Straße“, bis Hilfe wie etwa die Polizei eintrifft.
- Er kann die Position in eine für ihn noch vorteilhaftere Position wechseln (Transition), also beispielsweise auf den Rücken oder in eine andere Guard, beispielsweise eine „Open Guard“.

In dieser kann er sich selbst besser bewegen, aber das Risiko, dass der Gegner entkommt, ist ebenfalls größer.

### Open Guard

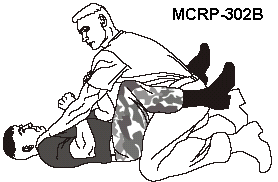
Eine "Basic Open Guard" aus einem Nahkampf-Handbuch des USMC

Die „Open Guard“ wird ebenfalls typischerweise für Angriffe genutzt.
Die Beine können genutzt werden, um den Gegner zu bewegen, und um so eine Hebelwirkung zu erzielen. Sie erlaubt dem Gegner, aufzustehen, und einen „Guard Pass“ zu probieren. Deshalb wird die Open Guard oft als Zwischenschritt genutzt, um einen Sweep oder andere Techniken aufzusetzen.
Open Guard ist also eine übergreifende Sammelbezeichnung, welche viele Arten von Guardpositionen beinhaltet. In diesen werden die Beine ganz unterschiedlich eingesetzt, um den Gegner zu ziehen, zu schubsen, einzuhaken und ihn so aus der Balance zu bringen.

### Butterfly Guard

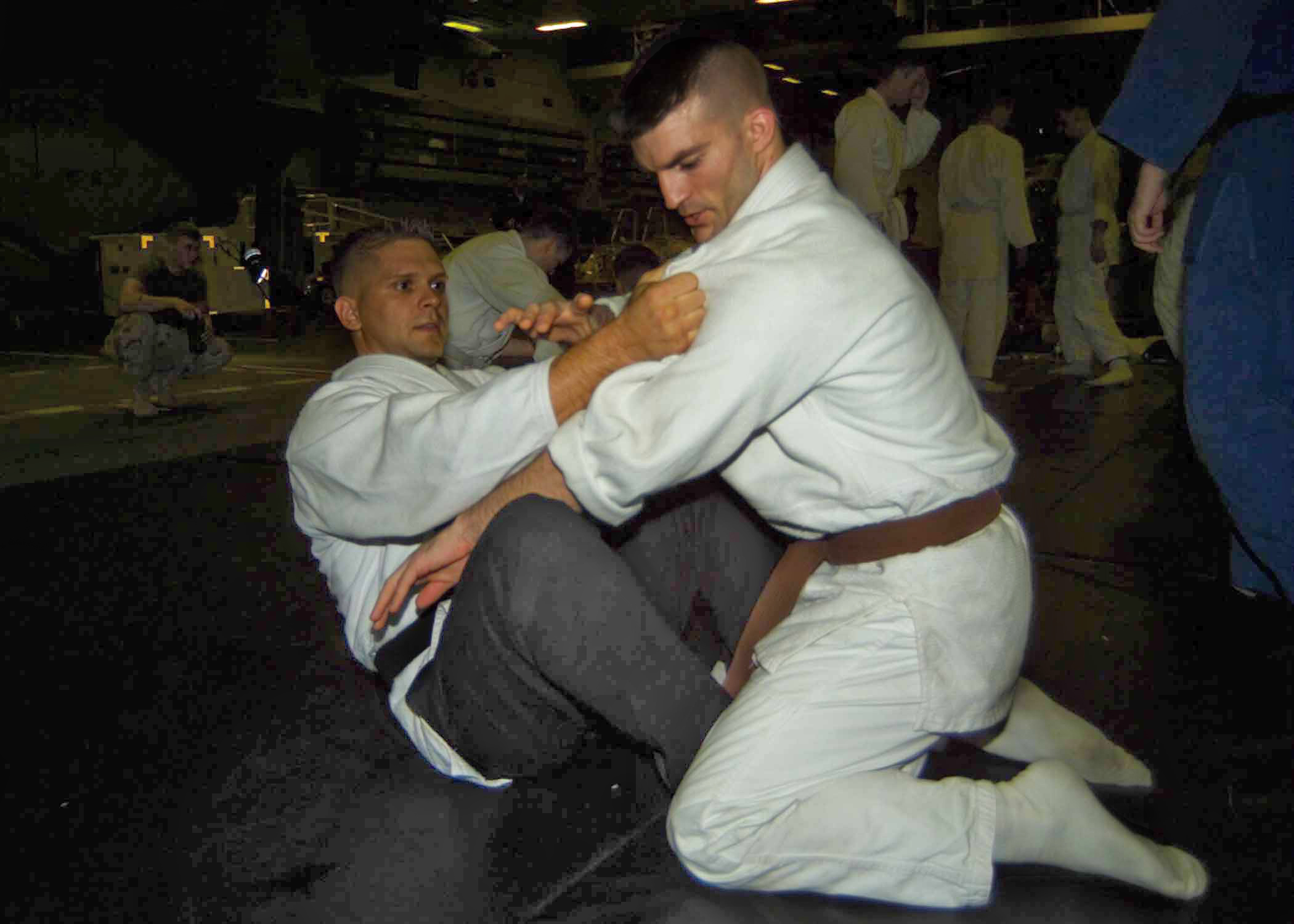
Eine Butterfly-Guard während eines Judo-Trainings. Der GI des oberen Kämpfers wird dabei gegriffen, um ihn am Entkommen zu hindern.

Bei der „Butterfly Guard“ („Schmetterlings-Guard“) werden beide Fußknöchel in die Beine des zu kontrollierenden Gegners eingehakt.
Die Kontrolle des Gegners findet durch die Fixierung der Arme, sowie das „Aus-der-Balance-bringen“ statt.
Sie ist oft nur von kurzer Dauer, bis sich der Gegner freibewegt hat. Der Kontrollierende muss den relativ freien Bewegungen des Gegners ständig folgen. Sie ist also keine „statische“ Guard, sondern erfordert ein ständiges Nachjustieren der Gewichtsverlagerung, ziehen, schieben.
Allerdings erlaubt die Hebelwirkung der Beine gute Sweeps.
In MMA verhindert sie, dass der am Boden liegende Schaden durch Ground & Pound, also das Einstecken von Schlägen nimmt. Die Technik ist in Catch Wrestling auch als „Double Elevator“ also „Doppelaufzug“ bekannt.

### X-Guard

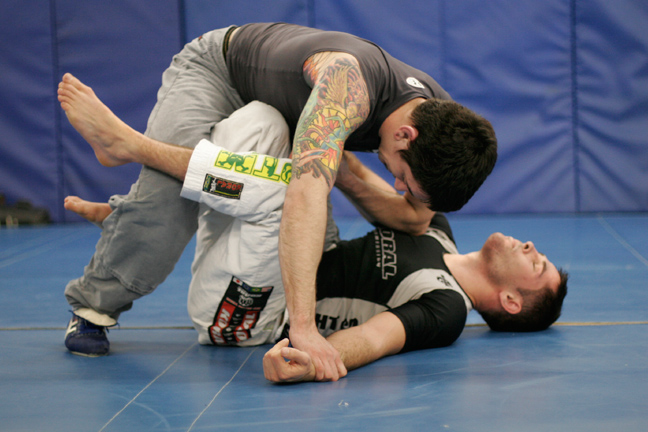
X-Guard in einer BJJ-Competition

Die „X-Guard“ ist eine Open Guard, bei welcher der zu kontrollierende Kämpfer steht, während der andere auf dem Rücken bzw. der Seite liegt. Ein guter X-Guard-Kämpfer kann die Nachteile, die eine auf dem Boden liegende Person gegenüber einer stehenden Person (Gefahr des "Getreten-Werdens") hat, nahezu vollständig kompensieren.
Als Setup zur X-Guard wird oftmals die Half Guard, welche innerhalb des Guard-Systems noch einmal eine komplett eigene Untergruppe darstellt, oder die Butterfly-Guard genutzt.
Die X-Guard wurde durch den BJJ-Schwarzgurt Marcelo Garcia berühmt.

### Spider Guard

Bei dieser Position handelt es sich um eine Variante der Spider Guard.

Die „Spider Guard“ umfasst mehrere Positionen, welche die Kontrolle des Gegners mittels der Fußsohlen an Armen, Bizeps, Hüfte und Oberschenkeln bzw. in Wechsel/Kombination umfassen.
Am effektivsten ist sie, wenn die Ärmel des Gegners gegriffen werden können. Daher findet sie meist bei Kämpfen mit GI Anwendung. Beim MMA spielt sie praktisch kaum eine Rolle, da ein sicheres Greifen verschwitzter Handköchel bei einem Gegner, der sich losreißen will, schwierig bis unmöglich ist.
Sie wird oft als Setup für Sweeps und Submissions eingesetzt.

### De la Riva Guard

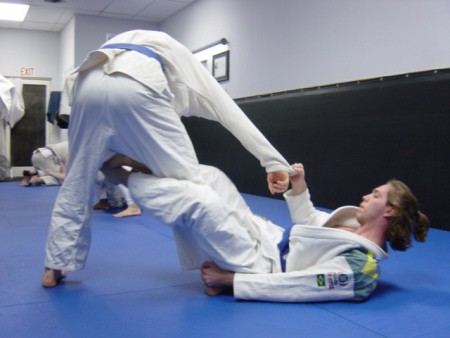
Die De la Riva Guard während eines Jiu Jitsu Trainings

Die „De la Riva guard“ (auch bekannt als „De la Riva hook“ sowie „jello guard“) ist eine Guard, welche durch Brazilian Jiu-Jitsu-Schwarzgurtträger Ricardo de la Riva Goded, welcher in Turnieren mit ihr erfolgreich antrat, bekannt gemacht wurde. Dabei wird ein Bein von außen um das Bein des Gegners „gewickelt“.
Mit einer Hand wird das Bein kontrolliert, mit der anderen der Ärmel.
Die De la Riva Guard bietet sich für viele Sweeps, Transitions sowie Submissions an, und wird oft in Kombination mit der Spider Guard genutzt. Allerdings ist auch die Transition von und zu Butterfly-Guard sowie X-Guard möglich.
Wie auch die Spider-Guard, spielt sie im MMA aufgrund der dort fehlenden Möglichkeit, den Arm zu kontrollieren, keine Rolle.

### Rubber Guard

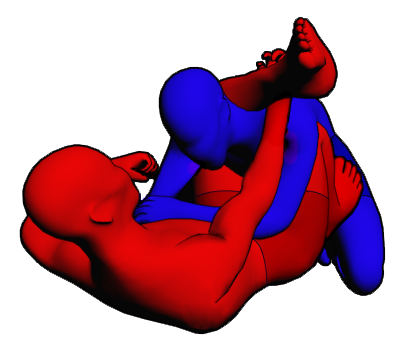
Rubber Guard Diagramm; Die rote Figur hält die blaue Figur in der Rubber Guard.

Hier handelt es sich um eine „Closed Guard“. Die einfache Rubber Guard wie auf dem Bild dargestellt, wurde erstmals von Nino Schembri genutzt; bekannt gemacht und zu einem kompletten System erweitert hat sie jedoch Eddie Bravo.
Viele Techniken einschließlich Sweeps, Submissions, Verteidigung gegen Schläge wurden aus dieser Position entwickelt.
Voraussetzung zur verletzungsfreien Anwendung dieses Systems ist, dass die Hüfte gut gedehnt ist, um Knieschäden vorzubeugen. Damit ist die Anwendung dieser Techniken in gewisser Hinsicht vergleichbar mit Hohen Kicks etwa beim Kung Fu oder beim Tae Kwon Do: Sie sind effektiv, wenn sie gut ausgeführt werden. Um sie auszuführen, ist jedoch jahrelanges, spezifisches Training (hier nicht der Beinmuskulatur, sondern der Hüfte) erforderlich.
Die Techniken wurden speziell für MMA konzipiert, finden dort aber aufgrund der hohen Spezialisierung vergleichsweise wenig Rückmeldung.
Bekannte MMA-Kämpfer, welche das Rubber-Guard-System nutzen, sind Ben Saunders, Nathan Orchard sowie Dustin Hazelett.

### 50-50 Guard

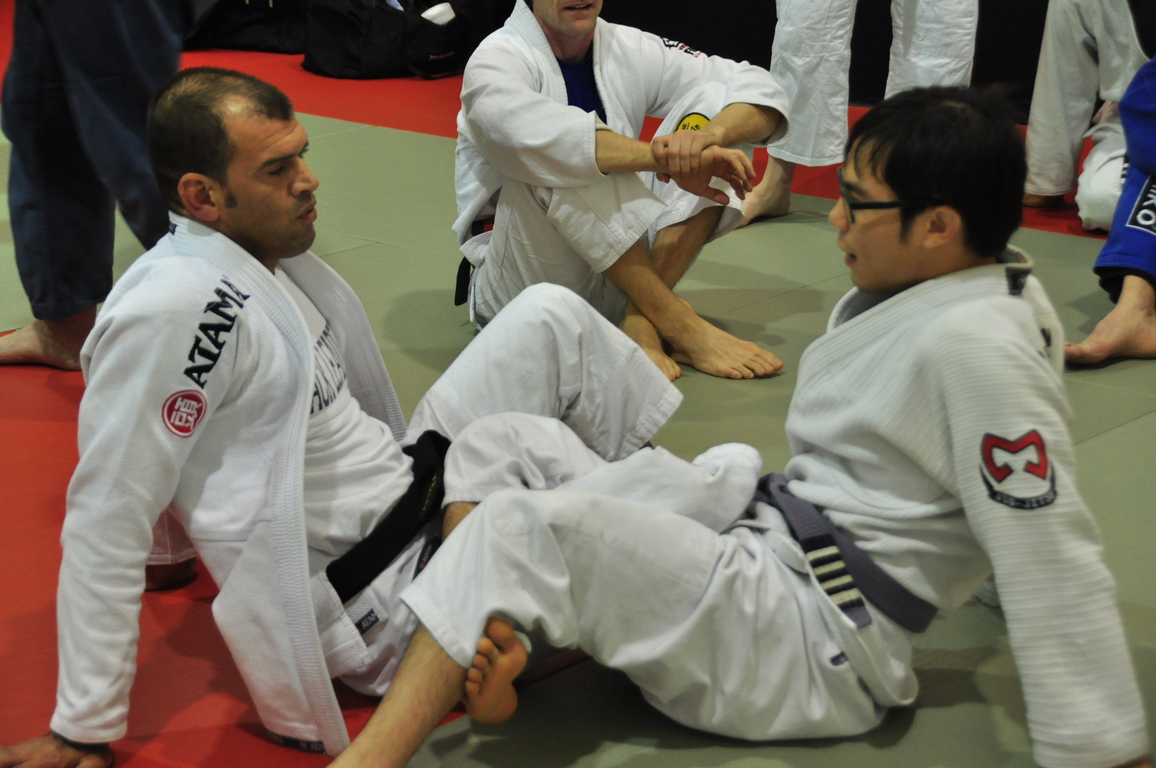
Megaton Dias demonstriert die 50-50 Guard

Die 50-50 (Fifty-fifty) Guard ist eine Position, welche durch die Nutzung durch die Gebrüder Mendes Mendes Rafael Mendes sowie Guilherme Mendes, beides brasilianische Schwarzgurtträger, sowie Bruno Frazzato, Ryan Hall und Ramon Lemos vom Atos Jiu-Jitsu Team bekannt wurde. In anderen Grappling-Systemen wie Catch Wrestling, sowie Sambo, ist sie eine Form und wird als eine Art „Bein-Triangle von außen“ genutzt, um den Gegner zu kontrollieren.
In dieser Position kreuzt der Kämpfer am Boden die Beine zu einem Triangle-Choke, so dass das Bein unter Kontrolle ist, während die Arme frei sind, um für Submissions sowie Sweeps genutzt zu werden.
Die Position heißt so, weil sich beide Gegner in derselben Ausgangsposition – gegenüber sitzend/liegend – befinden. Grundsätzlich können also beide denselben Angriff aus dieser Position durchführen. Um erfolgreich zu sein, muss der Kämpfer also schlichtweg besser wissen, welche Möglichkeiten er aus dieser Position hat, und die Züge des Gegners besser vorherplanen können, als sein Gegenüber.
Die Position wurde für ihre Benutzung in Turnieren stark kritisiert, weil dort oft viele Leglocks wie etwa der „Heel Hook“, der „Knee Bar“ oder der „Toe Hold“ verboten sind.
Das führt dazu, dass sie den Kampf ins Stocken bringen. weil der eine Kämpfer nicht passen und der andere nicht sweepen kann.

## Entkommen aus der Guard (Guard Pass)

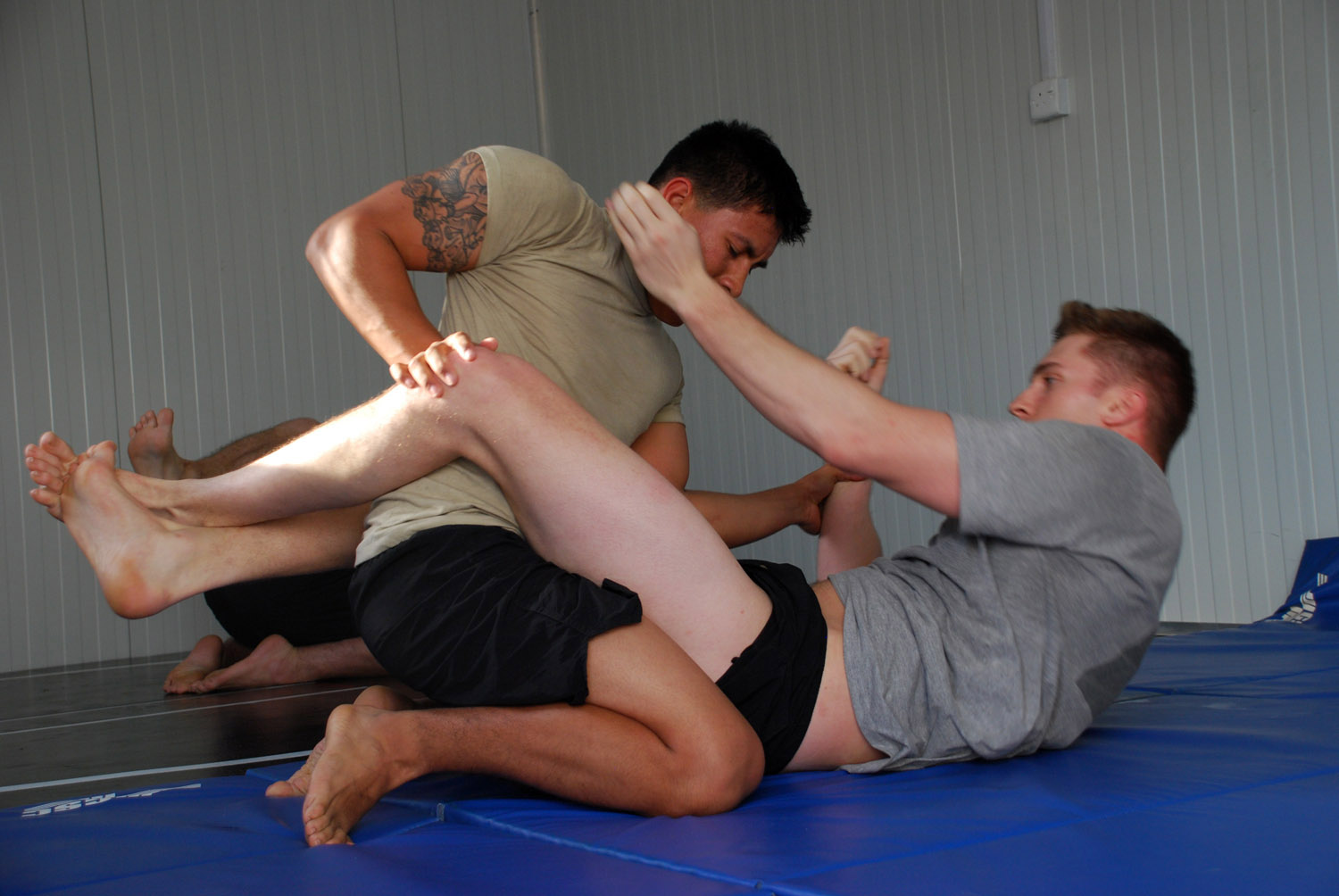
Ein Kämpfer setzt einen Guard Pass an. Er dreht die Ellenbogen ein und drückt das Knie nach unten, um seitlich aus der Guard zu entkommen

Um aus der Guard in eine vorteilhaftere Position zu kommen, aus welcher beispielsweise ein Sweep oder eine Submission angesetzt werden kann, muss der Kämpfer aus der Guard entkommen, also sie „passen“.
Es gibt verschiedene Guard Passes. Manche arbeiten mit Schmerz an diversen Druckpunkten, so dass der Gegner die Guard freiwillig öffnet.
Beispiele hierzu wären, den Ellenbogen in den Innenschenkel zu pressen, aufzustehen, Neck cranks, oder im Falle von Mixed Martial Arts schlichtweg das Schlagen des Gegners (was, wie oben erwähnt, jedoch riskant ist, da der am Boden liegende eine bessere Kontrolle hat und der Schlagende seine Balance riskiert.)
Dies kann generell bei Guard Passes beispielsweise für einen Sweep genutzt werden.

### Simple guard pass
Der „Simple guard pass“ auch bekannt als der „arm/leg pull“ ist ein Guard Pass, welcher in der Techniksammlung The Essence Of Judo von Kyuzo Mifune (1883–1965) beschrieben wird. Kyuzo Mifune, der den zehnten Dan im Kodokan Judo hatte, gilt als einer der besten Judotechniker aller Zeiten.
Des Weiteren ist er eine unbenannte Technik, welche in seinem Buch The Canon Of Judo beschrieben wird. Das Hauptmerkmal dieses Passes ist, dass der Kämpfer seitlich um das gegnerische Bein herumsteigt, während er gleichzeitig seitlich des gegnerischen Beins zieht.
Er nutzt hierzu also die Hebelwirkung, um die Guard aufzubrechen.

### Stacking guard pass
Der „Stacking Guard Pass“ wird ebenfalls in The Essence Of Judo beschrieben, und er ist ebenfalls als namenlose Technik in The Canon Of Judo aufgeführt.
Das Hauptmerkmal der Technik ist, dass der Ausführende auf seinen Gegner gegen den Boden so viel Druck ausübt, ggf. bis hin zum Neck Crank, dass dieser loslässt, wenn er sich in einer Open Guard befindet.

### Near knee guard pass
Auch der „Near Knee Guard Pass“ wird in Essence Of Judo demonstriert. Das Hauptmerkmal dieses Passes ist, dass der Ausführende sein Knie unter das Steißbein des Gegners bringt, um ihn leicht anzuheben. Des Weiteren macht er Druck auf die Knie, indem er die Hüfte eindreht. Er drückt dann das Knie in den Innenschenkel des Gegners, um ihn so zum Öffnen der Guard zu bewegen.

### Double under Pass
Der „Double under Pass“ ist ein Pass, bei dem zwischen die Beine des Gegners hindurch mit beiden Armen unter die Schenkel gegriffen wird. Der Gegner wird so angehoben, die Guard gewissermaßen nach oben „gehoben“. Der Gegner zieht zum Schluss den Kopf heraus und ist anschließend frei.
Da hierzu genügend Platz unter dem Schritt des Gegners erforderlich ist, um beide Hände hindurchzubekommen, muss diese Technik oft durch andere Techniken, wie dem Near Knee Guard Pass vorbereitet werden, wenn die Guard sehr eng ist. Umgekehrt kann sie aber auch als „Plan B“ angesetzt werden, wenn andere Techniken nicht ausreichend Erfolg versprechen.